# Anatetranychus hapsis
Anatetranychus hapsis är en spindeldjursart som först beskrevs av Davis 1969.  Anatetranychus hapsis ingår i släktet Anatetranychus och familjen Tetranychidae. Inga underarter finns listade i Catalogue of Life.